# På Chesil Beach
På Chesil Beach är en roman av den brittiske författaren Ian McEwan. Den släpptes med titeln On Chesil Beach på engelska 2007, och kom i svensk översättning av Maria Ekman senare samma år. Boken filmatiserades 2017 med Saoirse Ronan i huvudrollen.

## Handling
Romanen utspelar sig under en kväll 1962 på Chesil Beach i Dorset, södra Storbritannien. Edward och Florence är nygifta och inväntar sin första bröllopsnatt. De älskar varandra, men är osäkra inför bröllopsnatten. Florence blir allt nervösare ju längre kvällen lider, och slutar i panik.
Romanen behandlar två unga människors psykologiska spel och hur små gester och ord ges stor betydelse, samt hur människan ovetandes är fången i sin tid.

## Kontrovers
I en intervju med BBC Radio 4 erkände McEwan att han tagit några småstenar från Chesil Beach och lagt dem på skrivbordet medan han skrev romanen. Detta ledde till protester från miljövänner och ett hot om vite från Weymouth och Portlands tingsrätt på 2 000 pund, vilket gjorde att han lade tillbaka stenarna. "Jag visste inte om att jag hade begått ett brott. Stranden är vacker och jag lämnar gärna tillbaka varje sten."